# Karuzi (provincie)
Karuzi is een van de achttien provincies van Burundi. Karuzi ligt in het noordwesten van het land en is een kleine 1500 vierkante kilometer groot. In 1999 werd het aantal inwoners op ruim 380.000 geschat. De hoofdstad heet net als de provincie Karuzi.

## Grenzen
De provincie Karuzi wordt volledig omsloten door volgende vijf provincies:
- Muyinga in het noordoosten.
- Cankuzo in het uiterste oosten.
- Ruyigi in het zuidoosten.
- Gitega in het westen.
- En Ngozi in het noordwesten.

## Communes
De provincie bestaat uit zeven gemeenten:
- Bugenyuzi
- Buhiga
- Gihogazi
- Gitaramuka

- Mutumba
- Nyabikere
- Shombo

Bubanza · Bujumbura Mairie · Bujumbura Rural · Bururi · Cankuzo · Cibitoke · Gitega · Karuzi · Kayanza · Kirundo · Makamba · Muramvya · Muyinga · Mwaro · Ngozi · Rumonge · Rutana · Ruyigi